# Архиепархия Нагасаки
 Архиепа́рхия Нагаса́ки  (лат. Archidioecesis Nagasakiensis) — архиепархия Римско-Католической церкви с центром в городе Нагасаки, Япония. В митрополию Нагасаки входят епархии Кагосимы, Нахи, Оиты, Фукуоки. Кафедральным собором архиепархии Нагасаки является церковь Непорочного зачатия Пресвятой Девы Марии.

## История
22 мая 1876 года Святой Престол учредил апостольский викариат Южной Японии, выделив его из апостольского викариата Японии (сегодня — Архиепархия Токио). 20 марта 1888 года апостольский викариат Южной Японии передал часть своей территории в пользу нового апостольского викариата Центральной Японии (сегодня — Архиепархия Осаки—Такамацу).
15 июня 1891 года Римский папа Лев XIII издал буллу Non maius Nobis, которой преобразовал апостольский викариат Южной Японии в епархию Нагасаки.
18 марта и 16 июля 1927 года епархия Нагасаки передала часть своей территории новым  апостольской префектуре Кагосимы (сегодня — епархия Кагосимы) и епархии Фукуоки.
9 августа 1945 года собор епархии Нагасаки был разрушен после атомной бомбардировки.
4 мая 1959 года Римский папа Иоанн XXIII выпустил буллу Qui cotidie, которой возвёл епархию Нагасаки в ранг архиепархии.

## Ординарии архиепархии

### Апостольские викарии Южной Японии
- епископ Бернар Птижан (22.03.1876 — 7.10.1884);
- епископ Жюль-Альфонс Кузен (16.06.1885 — 15.06.1891).

### Епископы Нагасаки
- епископ Жюль-Альфонс Кузен (15.06.1891 — 18.09.1911);
- епископ Жан-Клод Комба (3.06.1912 — 18.08.1926);
- епископ Януарий Кюносукэ Хаясака (16.07.1927 — 5.02.1937);
- епископ Павел Айдзиро Ямагути (15.09.1937 — 4.05.1959).

### Архиепископы Нагасаки
- архиепископ Павел Айдзиро Ямагути (4.05.1959 — 19.12.1968);
- кардинал Иосиф Асадзиро Сатоваки (19.12.1968 — 8.02.1990);
- архиепископ Франциск Ксаверий Канамэ Симамото (8.02.1990 — 31.08.2002);
- архиепископ Иосиф Мицуаки Таками (17.10.2003 — 28.12.2021);
- архиепископ Пётр Митиаки Накамура (28.12.2021 — по настоящее время).

## Святые архиепархии
- Джачинто Ансалоне (1598—1634) — доминиканец, мученик.
- Магдалена из Нагасаки (1631—1634) — мученица.
- 26 японских мучеников из Нагасаки.

## Источник
- Annuario Pontificio, Libreria Editrice Vaticana, Città del Vaticano, 2003, ISBN 88-209-7422-3
- Булла Non maius Nobis, AAS 24 (1891-92), p. 257 Архивная копия от 5 марта 2020 на Wayback Machine  (лат.)
- Булла Qui cotidie Архивная копия от 3 марта 2013 на Wayback Machine, AAS 51 (1959), p. 799]  (лат.)